# Josef Šíl
Josef Šíl, uváděn i jako Josef Šil (5. října 1850 Dvůr Králové nad Labem – 28. února 1933 Kolín), byl český lékař a politik, poslanec Českého zemského sněmu a Říšské rady.

## Biografie
Vystudoval gymnázium v Hradci Králové a pak Karlo-Ferdinandovu univerzitu v Praze, kde roku 1875 získal titul doktora všeobecného lékařství. Od konce 70. let 19. století působil jako praktický lékař v Kolíně a stal se primářem tamní okresní nemocnice.
V zemských volbách roku 1889 získal mandát poslance Českého zemského sněmu za mladočeskou stranu. Mandát obhájil v zemských volbách roku 1895. Na zemském sněmu setrval do roku 1901. Ve volbách roku 1891 se stal i poslancem Říšské rady (celostátní zákonodárný sbor), kde zastupoval městskou kurii, obvod Jičín, Sobotka atd. Poslanecký slib složil 13. dubna 1891. Na mandát v Říšské radě rezignoval v listopadu 1896.
Patřil k radikálnímu křídlu mladočeské strany. Významně se projevoval během aféry okolo umístění reliéfu s podobiznou Jana Husa na budově nově stavěného Národního muzea v Praze. V listopadu 1889 Šíl na jednání zemského sněmu prosazoval umístění Husovy plakety na přední místo. Střetl se v tomto tématu s představiteli konzervativních staročechů a konzervativní šlechty, jejíž představitel Karel IV. kníže ze Schwarzenbergu naopak označil husity za „komunismus 15. století“ a prohlásil: „Mezi husity bylo na počátku onoho hnutí mnoho charakterů ctihodných, avšak husité bohužel zvrhli se brzy v tlupu lupičů a žhářů.“ Husova podobizna byla nakonec na muzeu instalována.
Byl stoupencem českého státního práva a od roku 1892 podporoval radikální list Neodvislost, který byl napojen na pokrokové hnutí. Šil po zákazu pokrokářského tisku vydával v Kolíně ve svém domě jako náhradu Nezávislé listy. V roce 1896, když se mladočeská strana názorově rozdělila během projednávání takzvané Badeniho volební reformy na Říšské radě, patřil Šíl k vnitrostranické opozici, která odmítala tento návrh podpořit. Reforma sice výrazně rozšiřovala volební právo, ale zachovávala kuriový systém a tedy nerovnost voličských hlasů. Šil náležel mezi 15 mladočeských poslanců, kteří i ve finálním hlasování odmítli vládní předlohu podpořit. V reakci na výsledek hlasování o volební reformě složil mandát v Říšské radě a opustil mladočeskou stranu. Historik Jiří Malíř Šíla označuje za nepolepšitelného radikála.
Až do pozdního věku pak byl aktivní jako funkcionář sokolského hnutí.